# Итуяха
Итуяха — река в России, протекает по территории Пуровского района Ямало-Ненецкого автономного округа. Начинается в озере Итулор, расположенном на границе Ханты-Мансийского и Ямало-Ненецкого автономных округов, на высоте 113,4 метра над уровнем моря. Течёт в общем северном направлении, в верховьях — через берёзово-сосновый лес, в среднем течении — через сосновый, в низовьях встречаются лиственница и кедр. Устье реки находится в 462 километрах по правому берегу реки Пякупур на высоте 74,9 метра над уровнем моря. Длина реки составляет 88 км.
Течение реки спокойное, глубина изменяется от 0,5 метра летом до 2—4 метров во время половодья.

## Основные притоки
- Нюча-Итуяха[4] (правый)
- Нёхтынпырын-Яха[3] (правый)
- Пыряяха[3] (левый)
- Ехтынъяха[2] (левый)

## Гидроним
Название происходит из лесного ненецкого языка, на котором звучит как Детуӈ дяха и имеет значение «чебачья река».

## Хозяйственное освоение
По левому берегу реки расположено Карамовское нефтегазовое месторождение.
При Холмогорском нефтяном месторождении существовал вахтовый посёлок Холмогорский.

## Данные водного реестра
По данным государственного водного реестра России относится к Нижнеобскому бассейновому округу, водохозяйственный участок реки — Пур. Речной бассейн реки — Пур.
Код объекта в государственном водном реестре — 15040000112115300055189.